# 保安水
保安水，位于中华人民共和国广东省连州市境内，是连江（湟川）右岸支流，发源于连州市北部的刀金塘，蜿蜒南流，经三水瑶族乡新八村、瑶安瑶族乡和保安镇，于保安镇治以南的第六村附近汇入连江上游干流。河长57千米，河道平均比降6.19‰，流域面积389平方千米。